# Sochaczew-Wieś
Sochaczew-Wieś [sɔˈxat͡ʂɛf ˈvjɛɕ] est un village polonais de la gmina de Sochaczew dans le powiat de Sochaczew et dans la voïvodie de Mazovie.